# Сиодзава, Коити
Коити Сиодзава (яп. 塩沢 幸, 5 марта 1881, Мацумото, префектура Нагано, Японская империя — 17 ноября 1943) — адмирал Императорского флота Японии в годы Второй японо-китайской войны. Литературный критик Ринзен Накадзава был его старшим братом.

## Биография
Сиодзава родился в городе Мацумото, префектура Нагано. Происходил из семьи дистилляторов лекарственного тоника «Ёмэйсю». Начал службу на флоте 16 декабря 1901 года. 32-й выпуск Военной академии Императорского флота Японии 14 ноября 1904 года, второй рейтинг из 192 курсантов. Адмирал Исороку Ямамото был из того же выпуска.
Он служил гардемарином на плавучей базе подводных лодок «Карасаки» и линкоре «Асахи» во время русско-японской войны. Произведён в лейтенанты (тю:и) 31 августа 1905 года, он служил на эскадренном миноносце «Хибики» и с 29 сентября 1907 года на броненосце «Микаса». После получения звания капитан-лейтенанта (тайи) 11 октября 1909 года, он служил на броненосце «Сагами», а затем на бронепалубном крейсере «Тонэ».
После окончания в 1914 году Высшей военной академии Императорского флота Японии Сиодзава получил звание капитана 3-го ранга (сё:са) 1 декабря. После этого был отправлен в Великобританию в качестве военно-морского наблюдателя в 1917—1919 годах. Он служил на кораблях британского флота «HMS Resolution» и «HMS Royal Oak» в боевых действиях Первой мировой войны против германского флота в 1917 году. Это было в рамках англо-японского союза. Повышен до капитана 2-го ранга (тю:са) 1 декабря 1919 года. Вернулся в Японию, служил на ряде должностей. Получил звание капитана 1-го ранга (тайса) 1 декабря 1923 года. Он стал капитаном тяжёлого крейсера «Фурутака» в 1926 году. В конце 1926 — начале 1927 года Сиодзава снова служил военно-морским атташе в Великобритании. По возвращении в 1928 году он был произведён в контр-адмиралы (сё:сё:) 10 декабря.
Сиодзава был начальником штаба 1-го флота с 30 октября 1929 по 1 декабря 1930 года и командиром 1-го Китайского экспедиционного флота по июнь 1932 года.
На момент Первого Шанхайского сражения в январе 1932 года Сиодзава командовал крейсером, четырьмя эсминцами и двумя авианосцами, находившимися в реке Янцзы недалеко от Шанхая. Они пришли, чтобы защитить японских граждан от нападений со стороны китайских отрядов. В ответ гоминьдановские отряды развязали в китайской пригороде Чжабэй перестрелку с патрулём японских морских пехотинцев. Японцы уступали по численности китайским войскам, и Сиодзава приказал нанести авиаудар по Чжабэю. Были убиты или ранены тысячи мирных жителей, Японию осудила Лига Наций.
С декабря 1932 года Сиодзава был командиром Чинхэйского гвардейского округа. Сиодзава был повышен до вице-адмирала 15 ноября 1933 года. Он был директором Командования военно-морской авиацией в 1934—1935, командующим Майдзурского военно-морского округа в 1935—1936 и Сасебским военно-морским округом в 1936—1937 годах. 1 февраля 1938 года был сформирован 5-й флот, и Сиодзава стал его первым командующим. Во время своего командования он участвовал в Сямэньской операции и Кантонской операции с октября по декабрь 1938 года. Награждён орденом Священного сокровища 1-го класса 13 августа 1938 года. С января 1939 года он был директором Морского судостроительного командования.
Сиодзава получил звание полного адмирала 15 ноября 1939 года. Командовал Йокосукским военно-морским округом с 5 сентября 1940 по 10 сентября 1941 года.
В мае 1943 года после смерти адмирала Исороку Ямамото в бою, Сиодзава, бывший его другом, председательствовал на государственных похоронах. Сиодзава умер несколько месяцев спустя в ноябре 1943 года от панкреатита.